# 崔恩特·葛里沙姆
崔恩頓·馬可斯·葛里沙姆（英語：Trenton Marcus Grisham，1996年11月1日—），為美國職棒大聯盟的外野手，目前效力於紐約洋基，先前曾效力於釀酒人與教士兩隊。2015年美國職棒大聯盟選秀，他在首輪15順位被釀酒人隊選走，並於2019年登上大聯盟。葛里沙姆擁有優異的外野守備能力，曾二度獲得金手套獎。

## 早年
他在德州沃斯堡地區成長，就讀於里奇蘭高中。

## 職業生涯

### 密爾瓦基釀酒人
釀酒人隊在2015年大聯盟選秀的第一輪15順位選進葛里沙姆，他從新人聯盟開啟職業生涯。2016年，他升上1A，隔年升上高階1A。
葛里沙姆以一年升一階的速度在小聯盟爬升，最後他在2019年8月1日升上大聯盟。
原本他是釀酒人所倚重的未來新秀，然而他在2019年國家聯盟外卡晉級賽接替受傷的克里斯蒂安·葉力奇守備時，卻在8局下發生致命的接球失誤。使得釀酒人從2分領先變成1分落後，釀酒人最終便以1分輸球，扼腕的結束了季後賽之旅。

### 聖地牙哥教士
2019年11月27日，釀酒人將葛里沙姆和Zach Davies交易至教士，換來路易斯·烏瑞亞斯和Eric Lauer。
2020年8月22日，葛里沙姆首度達成單場雙響砲。而且他在該場比賽又敲出全壘打，達成單場三響砲的壯舉。他在縮水球季的打擊率為2成51，並敲出10轟與26分打點。他也以聯盟最多的134次助殺拿下金手套獎。

### 紐約洋基
2023年季後，葛里沙姆被交易至紐約洋基隊。他在2024年為洋基隊出賽76場，打擊三圍是1成90、2成90和3成85，有9支全壘打以及31分打點。
2025年球季，葛里沙姆繳出個人職涯迄今的最佳開季表現，他在進攻端的表現顯著提升。

## 個人生活
葛里沙姆在進入職棒前，所登錄的名字為崔恩頓·馬可斯·克拉克（英語：Trenton Marcus Clark），克拉克是他父親的姓氏，後來他將其姓氏改為母姓。

## 外部連結
- 球員資訊和成績在MLB ，ESPN ，Baseball Reference ，Baseball Reference (Minors) ，Fangraphs ，The Baseball Cube （英文）